# Escut de Viladecans

Escut oficial de Viladecans

L'escut de Viladecans representa els símbols tradicionals de sant Joan Baptista, patró de Viladecans: un anyell pasqual amb una aurèola de sant i una bandera vermella amb creu blanca, també atribut de sant Joan.

## Escut heràldic
L'escut té el següent blasonament oficial:
| « | Escut caironat: de sinople, un Agnus Dei d'argent contornat i reguardant, nimbat d'or portant la banderola de gules amb una creu plena d'argent i l'asta creuada d'or. Per timbre, una corona mural de ciutat. | » |

Va ser aprovat el 27 de juny de 1994 i publicat al DOGC el 8 de juliol del mateix any amb el número 1918.

## Bandera de Viladecans
La bandera oficial de Viladecans té la següent descripció:
| « | Bandera apaïsada, de proporcions dos d'alt per tres de llarg, verda, amb el cantó vermell d'alçada i llargada la meitat de les del drap, carregat d'una creu plena blanca de gruix 1/12 de l'alçada del mateix drap. | » |

Va ser aprovada el 15 d'octubre de 1999 i publicada en el DOGC el 3 de novembre del mateix any amb el número 3007.